# Distrito de Ilabaya
El distrito de Ilabaya es uno de los tres que conforman la provincia de Jorge Basadre, ubicada en el departamento de Tacna en el Sur del Perú. Su capital, Ilabaya, se encuentra a 1425 m s. n. m.
Se encuentra a 135,60 km de la ciudad de Tacna, la capital departamental.

## Historia
El distrito fue creado mediante Ley del 25 de junio de 1855, en el gobierno del presidente Ramón Castilla, formando parte de la provincia del Cercado, cuya capital era la ciudad de Tacna. Los primeros pobladores que se destacan en Ilabaya datan desde el último periodo paleolítico interior, estos pobladores eran cazadores, recolectores; usaban herramientas hechas de piedra. Destacan vestigios históricos como los petroglifos en Mirave, y pinturas rupestre (Cuevas de Toquepala). En la época Tahuantinsuyo se da el predominio de los Lupacas. Este reino constituyó el señorío más importante en la región del altiplano que se extendió a los valles alto andinos de Tacna entre los años  3,500 a 4,000.
Los primeros españoles que arribaron al valle fueron los que conformaban la expedición del capitán Ruy Diez, colaboradores de Diego de Almagro a inicios de 1535. Con la cédula del 22 de enero de 1542 fue el primer documento que la información de la existencia de Ilabaya.quedando totalmente constituida la encomienda de Ilabaya el 24 de septiembre de 1549. El curato se desarrolló en Ilabaya con imposición estableciendo doctrinas de forma progresivas, el corregimiento de Arica albergaba 8 curatos: Tarapacá, Lluta, Tarata, Tacna, Putina, Locumba, Ilabaya y Caniña. 

La Guerra del Pacífico y sus consecuencias
Ocurrida la invasión del ejército chileno a Moquegua en marzo de 1880, con los resultados de la batalla de los Ángeles (22 de marzo), los pueblos de la región sintieron los efectos directos de la guerra. Los sobrevivientes de la división peruana al mando del Coronel Gamarra, carentes de municiones, emprendieron la retirada hacia Ilabaya, conmocionando a los lugareños, para después enrumbar hacia Omate, rumbo a Arequipa. Por su parte un destacamento de caballería chilena, al mando del teniente Coronel Diego Dublé Almeida, procedente de Ilo avanzó hacia Locumba donde fue emboscado por los guerrilleros del Coronel Gregorio Albarracín (1 de abril). Este hecho motivó la movilización de una columna chilena, de 600 soldados al mando del comandante José Vergara, con el objetivo de aniquilar a los guerrilleros peruanos. Pero Albarracín en hábil maniobra se replegó hacia Mirave, y de allí se dirigió hacia el sur, rumbo a Sama. Vergara que venía en busca de Albarracín se desplazó hasta Ilabaya, y desde aquí se orientó hacia Sama, siendo sorprendido por los guerrilleros en Bellavista, por lo que el grupo invasor obró con arteras represalias sobre la población sameña.
Durante los días previos a la batalla de Tacna del 26 de mayo, sucedieron en los valles de Locumba e Ilabaya otras correrías de los bandos en conflicto. El ejército chileno al mando del general Baquedano, procedente de Ilo, cruzó el río Locumba rumbo a Tacna.
Por su parte el ejército aliado se posesionó en “El Alto de la Alianza” a órdenes del generalísimo Narciso Campero. En la mañana del 26 de mayo se produjo el esperado encuentro: 14000 chilenos doblegaron la resistencia aliada de 8930.
El segundo ejército del sur al mando del Coronel Leiva, que venía muy lentamente desde Arequipa, no llegó para fortalecerlos, como que tampoco pudo auxiliar a Bolognesi en Arica. Leiva estando próximo a Locumba recibió la noticia de la derrota del ejército aliado y optó por una retirada hacia Mirave, y después hacia Arequipa.
La ocupación de Tacna por el ejército chileno obligó al movimiento de personas que buscaran refugio en lugares distantes como Ilabaya. La resistencia guerrillera se intensificó. El territorio tacneño se fraccionó en la Tacna administrada por Chile, conocida en Perú como la “Tacna ocupada” la cual tuvo como límite norte el río Sama, y la Tacna administrada por el Perú o “Tacna libre” hacia el norte de tal río, comprendiendo los distritos de Locumba, Ilabaya, parte de Tarata y Candarave.
Los grupos guerrilleros de Gregorio Albarracín, Juan Luis Pacheco de Céspedes, Nicolás Ortiz Guzmán y Daniel Ignacio Chiri (de Pachana – Ilabaya) combatieron al invasor entre 1880 y 1883, para lo cual contaron con el apoyo de los pueblos del interior, no faltando disidentes y delatores iglesistas al servicio de Chile. Se destaca el combate de Cuarí a 2 km al suroeste de Mirave, en la mañana del 2 de agosto de 1883. Un destacamento chileno de 220 soldados (150 de caballería y 70 de infantería), al mando del comandante Pacheco (El Cubano). La resistencia peruana duró por un espacio de 2 horas. Luego el guerrillero simuló una retirada buscando mejores posiciones en un lugar denominado Malpaso. El destacamento chileno cayó en la estratagema y en la persecución de los peruanos ingresó a un sendero angosto donde sufrió duros ataques, por lo que incapaz de un rechazo se vio obligado a replegarse hacia las cercanías de Malpaso. Poco después, calculando sus posibilidades de respuesta al reto patriota, el comandante chileno ordenó la retirada de sus tropas.
Se debe de indicar que el Tratado de Paz del 20 de octubre de 1883 también conocido como Tratado de Ancón, puso término a 4 años de guerra entre Chile y Perú. Al año siguiente, siendo Presidente el General Miguel Iglesias, se creó por Ley el departamento de Moquegua con fecha 1 de abril, incorporando los distritos tacneños de Locumba e Ilabaya. Tres años más tarde el nuevo Presidente Andrés Avelino Cáceres decretó nulos los actos de gobiernos de Piérola e Iglesias, y se anuló la creación del departamento de Moquegua, volviendo los distritos de Locumba e Ilabaya a la jurisdicción conocida como “Tacna Libre”.
Poco después por Resolución Suprema del 18 de abril de 1887 a los pueblos de Ilabaya y Candarave se los designó sedes provinciales de los Subprefectos de Tacna y Tarata. Tres años más tarde, con la Resolución Suprema del 10 de enero de 1890 se ordenó que el pueblo de Locumba sería capital de la provincia y departamento de Tacna Libre. Así mismo se estableció la representación parlamentaria de un senador y dos diputados por Tacna y Tarata.
Con la reincorporación de Tacna al Perú en 1929, los territorios descritos anteriormente permanecieron en el departamento tacneño.

## División administrativa
El Distrito de Ilabaya está formado por:
- Centros Poblados: Borogueña, Alto Mirave y Cambaya.
- Anexos: Chejaya, Oconchay, Chulibaya, Caoña, Toquepala, Ticapampa, Poquera, Chintari
- Comunidades campesinas: Carumbraya, Higuerani, Toco Grande, Toco Chico, Borogueña, Vilalaca, Chululuni, Coraguaya, Santa Cruz.
- Caseríos: Pachana, Chapicuca, El Cairo, Cacapunco, Chintari, El cocal, Solabaya, El vergel, La haciendita, y Margarata, El Yaro, Alto Ilabaya, Chuviraca,.

## Población
Ilabaya cuenta con una población de 4,414 habitantes. En cuanto a aspecto religioso, en ilabaya predomina la católica con un porcentaje mayor del 85%, quien a su vez otras denominaciones está conformado menos del 15%.

## Actividades económicas

### La agricultura

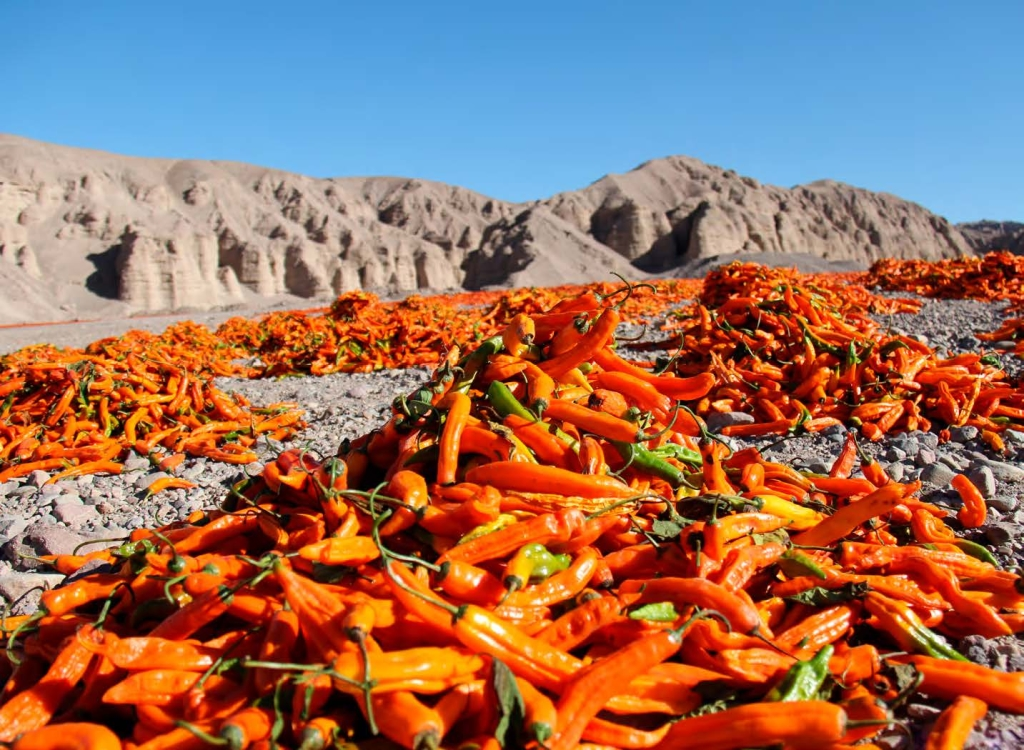

Los pobladores del distrito de Ilabaya, se dedican en su mayoría a la producción agropecuaria, las diferentes regiones geográficas con que cuenta, permiten la diversidad de productos, entre los que destacan la producción de cebolla, ají, orégano, zapallo, Granada wonderfull, Palta, maíz, alfalfa y frutales.
En Ilabaya, para establecer el cultivo, son determinantes la composición de las aguas de regadío. Las aguas dulces que discurren por los ríos de Ilabaya y Carumbraya permiten la producción de frutales, como la caña de azúcar y orégano principalmente, en tanto que las aguas saladas procedentes de la laguna de aricota, solo permiten el cultivo de cebolla, ají, ajos, maíz, alfalfa.
La mayor cantidad de agricultores de Mirave Ilabaya se dedican a la plantación de la cebolla y ají de exportación, en tanto que en la parte alta del Distrito de Chululuni, Toco, Cambaya, Borogueña, Coraguaya y Vilalaca, se dedican a la plantación de orégano, y productos de pan llevar, siendo la cebolla el ají y el orégano los productos de exportación más fuertes de esta actividad económica.
Con la ampliación agrícola se exportan el zapallo y la granada wonderful con la compra directa hacia  el exterior.

### La cestería

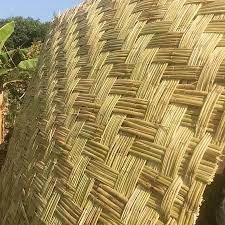

La segunda actividad importante de los pobladores del valle, es la confección de esteras de caña hueca, carrizo y totora que también produce ingresos económicos y son para la exportación.

### La Ganadería

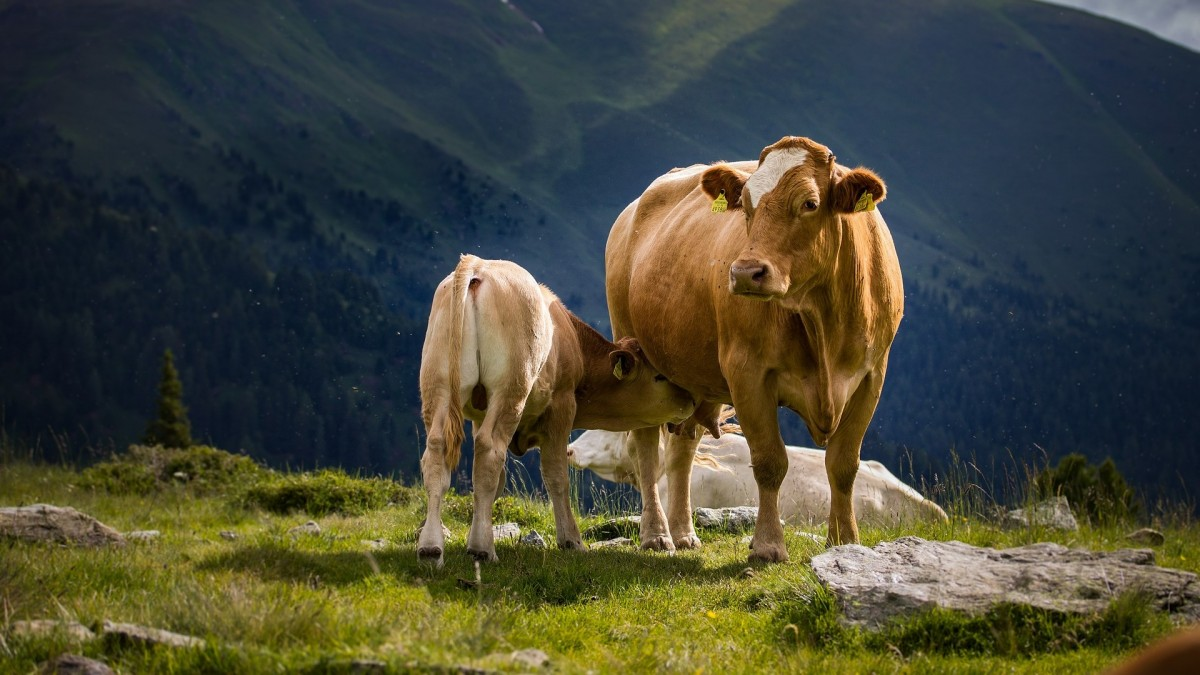

La ganadería es una actividad de menor importancia, el anexo que cuenta con mayor cantidad de ganado vacuno es Oconchay su producción lechera es destinada a la planta de acopio en el Puente de Camiara; también los pobladores que tienen ganado vacuno se dedican a la elaboración de quesos que en su mayor parte se comercializan en Toquepala y Tacna.
Los pobladores de la Comunidad de Santa Cruz, tienen como única actividad, la crianza de camélidos sudamericanos, siendo la lana de alpaca, la principal fuente de sus ingresos económicos y la carne de alpaca un ingreso complementario.
Las actividades ganaderas de menor importancia, son: la crianza de ganado caprino, en la modalidad de pastoreo, lo mismo la de cuyes y aves de corral para consumo interno y/o comercializarlo en Toquepala.

### La minería

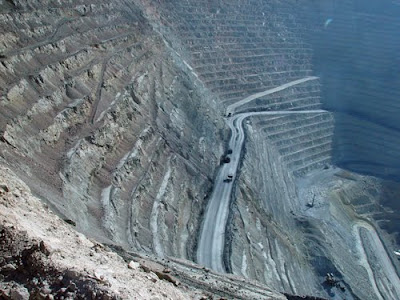
Minas de Toquepala -Ilabaya

La actividad minera en el distrito, cobra singular importancia desde tiempos coloniales por ser Ilabaya un distrito con una inmensa riqueza mineral y aquí no podemos dejar de mencionar al asiento minero de Toquepala que está considerado como el centro de explotación más grande del cobre y que es exportado al extranjero dejando al estado ingentes ganancias.

### El turismo

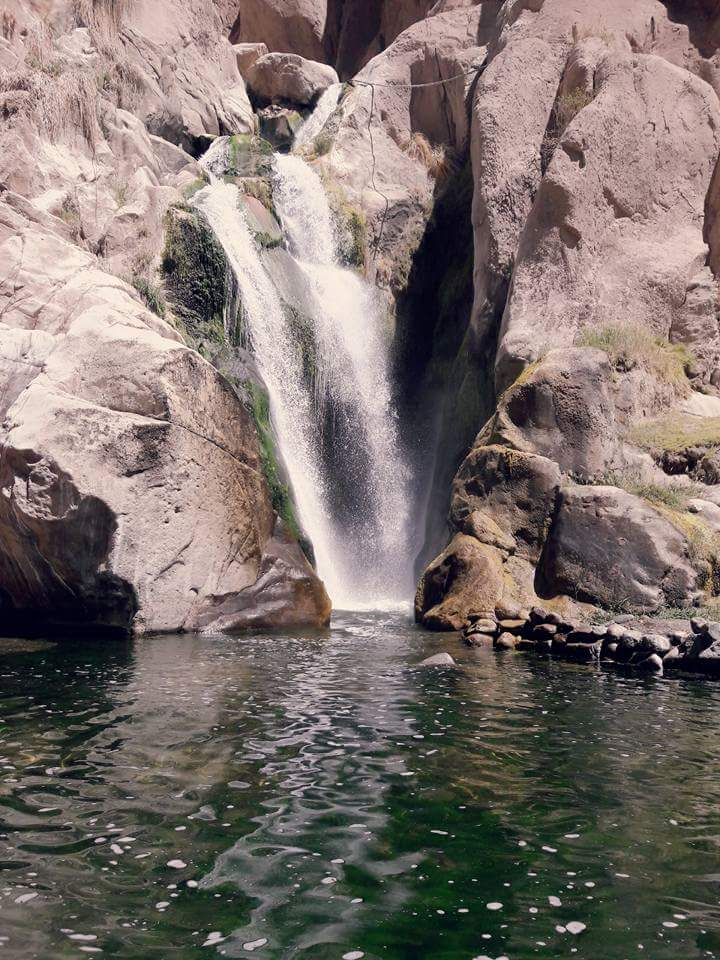

El primer desarrollo en Turismo lo hace la Bachiller en Ciencias Sociales Viviana Cohaila primera jefa de Turismo en la zona, quien junto al arqueólogo Jesús Gordillo Begazo realizan el primer inventario turístico del distrito descubriendo y registrando las cataratas de Panina y el sitio arqueológico de Moqi y definiendo el primer circuito y corredor de la zona, hoy a través de diversos proyectos se han puesto en valor para el disfrute de los visitantes.
Centros de interés turístico en Ilabaya:
1.- Cataratas de Panina.
2.- Ciudadela de Moqi.
3.- Andenerías de Coraguaya - Vilalaca.
4.- Bodega San Felipe.
5.- Cueva Rupestre de Toquepala.
6.- Cementerio Colonial de Ilabaya.

## Arquitectura tradicional
La Arquitectura tradicional presenta un claro estilo Italiano del siglo pasado con estructuras de mojinete, frenteras paralelas con ventanas de fierro y ventana tragaluz en la parte superior,la iglesia de San Pedro presenta un techo de mojinete considerado el mojinete más alto del Perú, lo mismo que se aprecia en las pocas viviendas que quedan en el mismo pueblo, y algunas casa haciendas en el transcurso del valle.
Con el paso de los años la arquitectura tradicional del pueblo de Ilabaya ha sufrido cambios con la inclusión de construcciones contemporáneas.

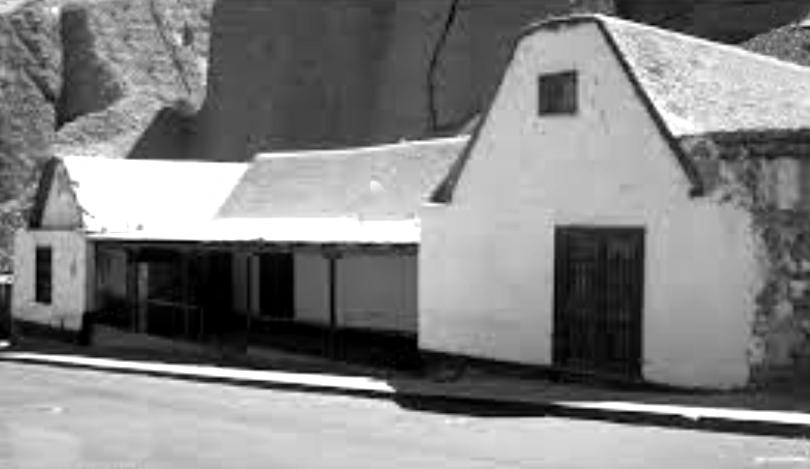

## Autoridades

### Municipales
- 2023 - 2027[3]
  - Alcalde: Juan Santos Ordóñez Miranda.
  - Regidores:

  1. Javier Oscar Chicalla LLanos
  2. Virginia Criselia Coarita Sosa
  3. Elisban Jesús Sosa Medina
  4. Nery Marisol Mamani Incacutipa
  5. Porfiria Veranda Nina Flores

### Policiales
El puesto policial en Ilabaya se instaló un 10 de septiembre de 1929, a 12 días de la reincorporación de Tacna al suelo patrio. Un gran contingente de la caballería de la Guardia Civil, ingresó al pueblo y reemplazo a la los Gendarmes el cual se retiró a la ciudad de Moquegua.
La guardia civil recibió como órdenes la responsabilidad de custodiar la cárcel ubicada la costado de la casa consistorial, en el año de 1954 esta cárcel fue demolida para la ampliación de la casa consistorial, por los de 1965 se trasladó al calle Luna Pizarro, en el año 1970 las instalaciones se ubican a espaldas de la municipalidad de Ilabaya (Hoy El atajo - Atajo), con la disolución de la Guardia Civil en el gobierno del Alan García se traslada ala carretera que va la  parte alto andina hasta la actualidad.

## Festividades
San Pedro Patrón de Ilabaya 
San Pedro es el patrón de Ilabaya; desde tiempos coloniales se le venera con gran fervor religioso, su fiesta que se festeja el 29 de junio resulta muy concurrida y animosa. Según la tradición San Pedro fue entronizado a fines del siglo XVI. La imagen del Santo Patrono llegó de la península ibérica al puerto de Arica. De allí fue trasladado a la distante parroquia de Ilabaya, por entonces los únicos medios de transporte eran las bestias de carga. Una caravana numerosa de creyentes acompañó a San Pedro que ingresó triunfalmente al acogedor pueblo de Ilabaya. Actualmente la venerada imagen de San Pedro se encuentra instalada en el Altar Mayor, sentado en su trono de Rey. Sobre la existencia de la Iglesia San Pedro de Ilabaya, se tiene como antecedente los libros de Bautismos del año 1664, pertenecientes al archivo de la Curia Arzobispal de Tacna.
Virgen del Carmen
La virgen del Carmen se celebra todos los 16 de julio , después de la misa sale a recorrer las arterias del pueblo los devotos la trasladan en andas al son de músicos ancestrales, cumplida la procesión, los devotos autoridades y visitantes se reúnen con el alferado de turno donde se da parte de la segunda etapa de la celebración religiosa, testimoniando la fe y alegría. La imagen fue traída desde la Sevilla (España),hasta el puerto de Arica y trasladada hasta Tacna para posteriormente establecerla en el  distrito de Ilabaya. 

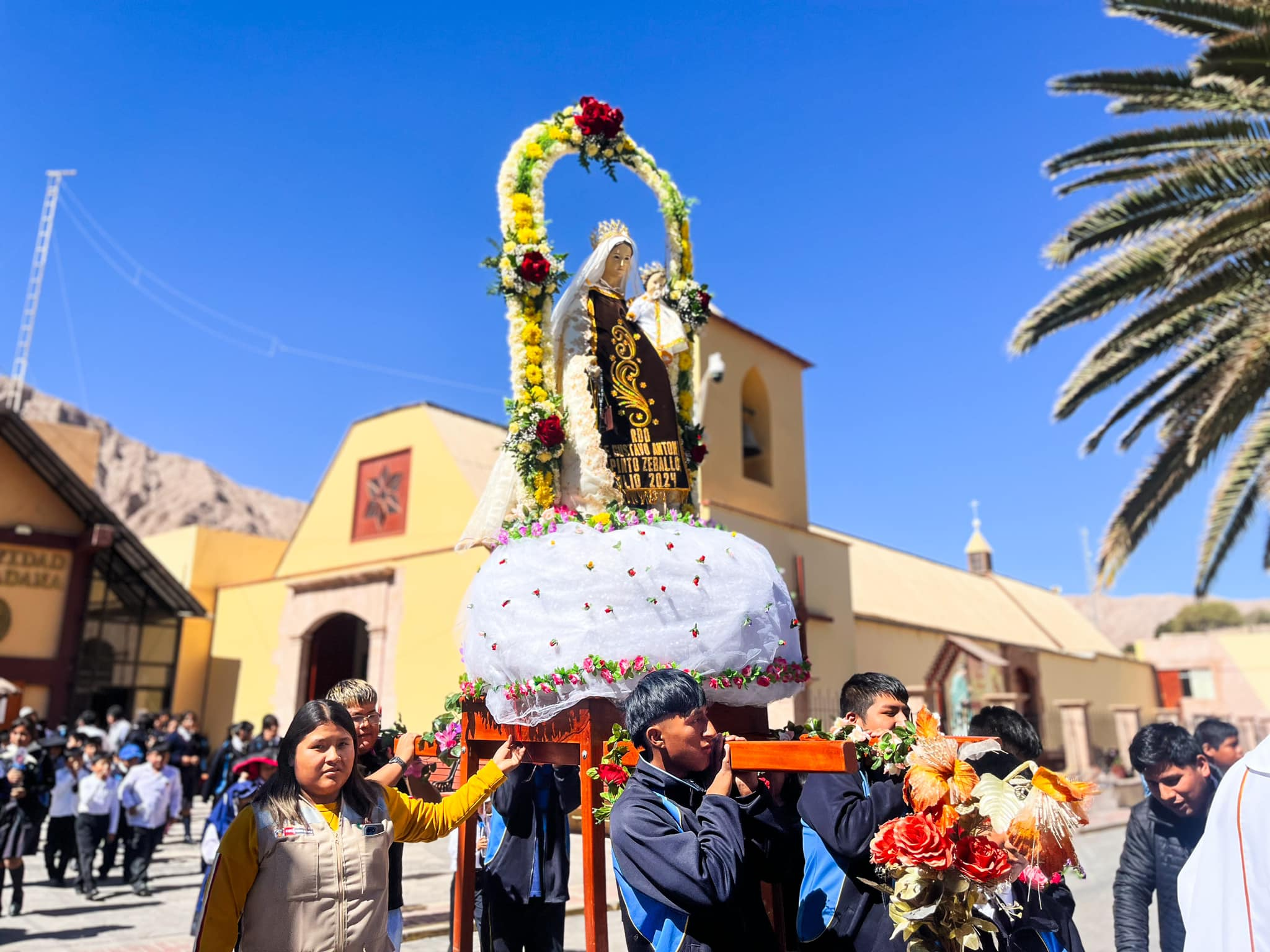

Véase también
- Organización territorial del Perú
- Región Tacna
- Jorge Basadre